# یوتا هرکول
یوتا هرکول یک ستاره است که در صورت فلکی زانوزده قرار دارد.